# IC 231
IC 231 ist eine linsenförmige Galaxie vom Hubble-Typ SB0 im Sternbild Walfisch südlich des Himmelsäquators. Sie ist schätzungsweise 298 Millionen Lichtjahre von der Milchstraße entfernt und hat einen Durchmesser von etwa 85.000 Lichtjahren. 

Im selben Himmelsareal befinden sich u. a. die Galaxien IC 225, IC 232, IC 237.
Das Objekt wurde am 29. Dezember 1893 vom französischen Astronomen Stéphane Javelle entdeckt.